# Ekvivalentní ohnisková vzdálenost

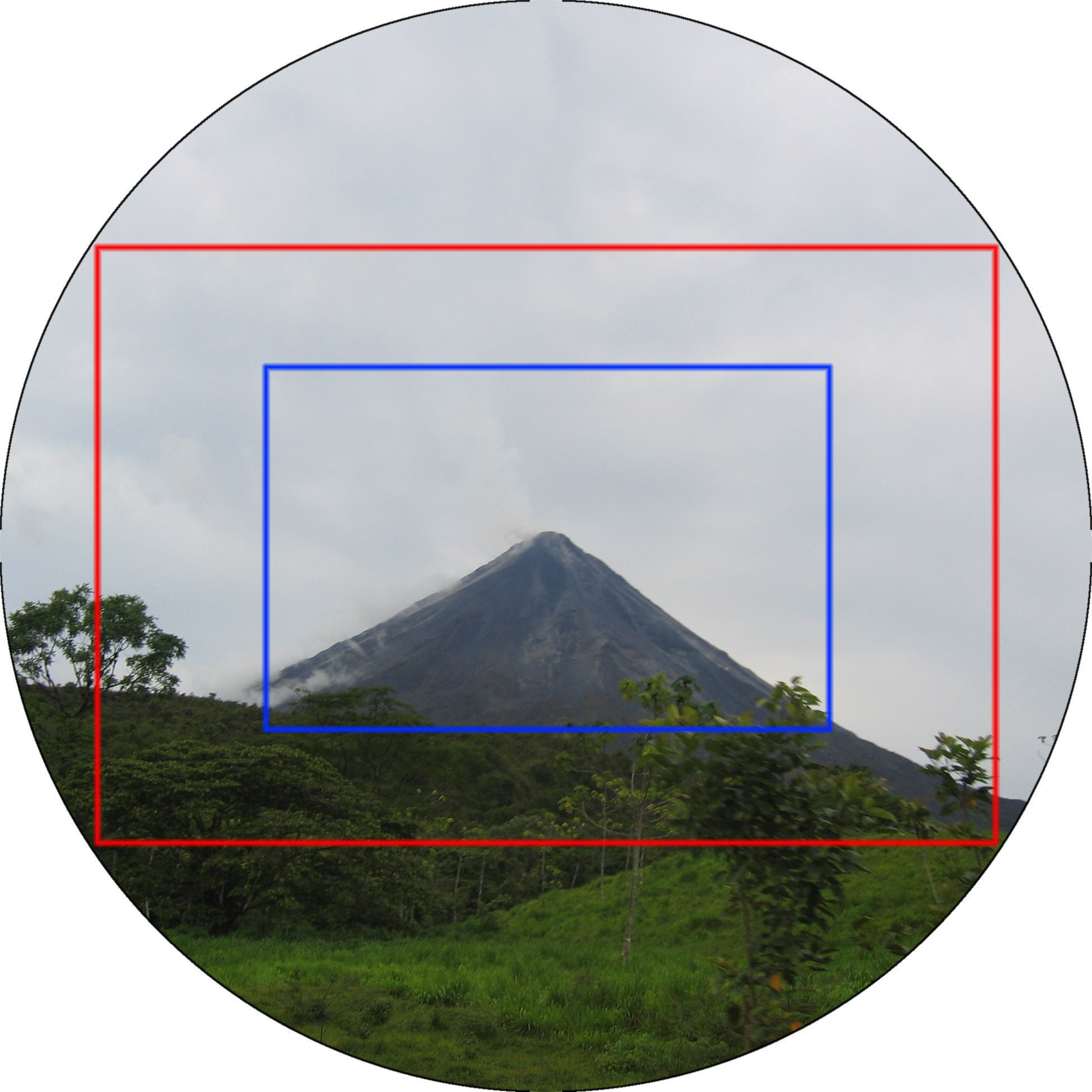
Červený rámeček ukazuje co z obrazu objektivu vidí 35 mm senzor, modrý vyznačuje zorné pole APS-C senzoru

Ekvivalentní ohnisková vzdálenost – je imaginární hodnota, která určuje úhel záběru systému objektivu a obrazového snímače. Tato hodnota dává představu o tom, jaký bude úhel záběru konkrétního objektivu s konkrétním snímačem nebo filmem.
Pomocí ekvivalentní ohniskové vzdáleností se dá lehce porovnat fotoaparáty s různými velikostmi snímačů.
Je důležité neplést si ekvivalentní ohniskovou vzdálenost s efektivní ohniskovou vzdálenosti, to jsou různé pojmy.  Efektivní ohnisková vzdálenost (také ohnisková vzdálenost) je reální hodnota. Je to vzdálenost čočky od její ohniska.
Údaj o ohniskové vzdálenosti napovídá, jde-li o objektiv širokoúhlý (<50 mm), základní (=50 mm) nebo teleobjektiv (>50 mm). Za základní ohniskovou vzdálenost se považuje 50 mm proto, že vyhovuje většině záběrů, fotografie má přirozený úhel záběru. Takový úhel je navíc podobný zornému poli oka, resp. zornému poli nejostřejšího zraku.

## Crop factor
Pro vypočítaní ekvivalentní ohniskové vzdáleností je také důležité znát pojem crop factor.

Objektiv 50 mm na snímači APS-C (crop factor 1,6) zobrazuje o něco menší zorné pole než objektiv 70 mm na fotoaparátu 35 mm.

Crop factor – je číselná úměra mezi diagonálou 35 mm filmu a obrazovým snímačem digitální kamery nebo fotoaparátu. Za pomoci crop faktoru se dá zjistit zorné pole objektivu s různými snímači nebo filmy. Podíl diagonál mezi snímačem APS-C a full-frame se rovna 1.5.
V éře kinofilmu byly snímací plochy standardizované (velikost 36x24 mm), s výjimkou velkoformátů (např. 50x70 mm; viz Polaroid). Existence crop factoru tedy byla víceméně zbytečná. U digitálních fotoaparátů byla velikost snímače různá, vzniklo hned několik standardů a dnes má u kompaktů v podstatě každý snímač jinou velikost. Velké snímače jsou totiž nákladné a pro běžného uživatele zbytečné - navíc vyžadují použití větších a těžších optických soustav (objektivu).
Při změně velikosti snímače se však mění zorný úhel, proto byl pro standardizaci zorných úhlů zaveden crop factor, vztažený právě na velikost kinofilmové snímací plochy.

## Výpočet ekvivalentní ohniskové vzdálenosti
Chcete-li vypočítat ekvivalentní ohniskovou vzdálenost, musíte znát crop factor a efektivní ohniskovou vzdálenost.
Ekvivalentní ohnisková vzdálenost {\displaystyle f_{efl}} se vypočítá podle vzorce {\displaystyle f_{efl}=f\times K_{f}}, kde:
{\displaystyle f} – efektivní ohnisková vzdálenost objektivu  
{\displaystyle K_{f}} – crop factor obrazového snímače
Tento vzorec se nepoužívá pro objektivy s narušeným zkreslením, jako je například objektiv rybí oko.  
Například když připojíte 50mm objektiv k fotoaparátu se snímačem APS-C, jako je ILCE-6000, získáte stejný vzhled jako 75mm objektiv u fotoaparátu s full-frame (50 mm x 1,5 = 75 mm). 

## Přepočítávání ohniskové vzdálenosti
Zorný úhel objektivu o ohniskové vzdálenosti f na snímači s crop factorem n je roven zornému úhlu objektivu o ohniskové vzdálenosti f * n na snímači o velikosti filmového políčka.
Zjednodušeně řečeno, objektiv, který zobrazí na snímači o velikosti filmového políčka 90° záběr (odpovídalo by asi ohniskové vzdálenosti 12 mm), zobrazí na polovičním snímači (crop factor = 2) 45° záběr (odpovídalo by asi ohniskové vzdálenosti 24 mm).
Proto mají majitelé malých snímačů ulehčený výběr teleobjektivů - na trhu je množství starých objektivů pro filmové fotoaparáty; po nasazení na malý čip klesá zorný úhel, objektiv je tedy více "tele".

## Přehled velikostí snímacích ploch
| Typ                       | Velikost políčka | Úhlopříčka | Normální ohnisková vzdálenost | Crop faktor |
| ------------------------- | ---------------- | ---------- | ----------------------------- | ----------- |
| 1/3,6”                    | 4,00 × 3,00 mm   | 5,00 mm    | 5 mm                          | 8,6         |
| 1/3,2”                    | 4,54 × 3,42 mm   | 5,68 mm    | 5,7 mm                        | 7,6         |
| 1/3”                      | 4,80 × 3,60 mm   | 6,00 mm    | 6 mm                          | 7,2         |
| 1/2,7”                    | 5,37 × 4,04 mm   | 6,72 mm    | 6,7 mm                        | 6,4         |
| 1/2,5”                    | 5,76 × 4,29 mm   | 7,2 mm     | 7 mm                          | 6           |
| 1/2”                      | 6,40 × 4,80 mm   | 8,00 mm    | 8 mm                          | 5,4         |
| 1/2,3”                    | 6,16 × 4,62 mm   | 7,7 mm     | 7,5 mm                        | 5,63        |
| 1/1,8”                    | 7,18 × 5,32 mm   | 8,93 mm    | 9 mm                          | 4,5         |
| 1/1,7”                    | 7,60 × 5,70 mm   | 9,50 mm    | 9,5 mm                        | 4,2         |
| 1/1,6”                    |                  |            | 10,5 mm                       |             |
| 2/3”                      | 8,80 × 6,60 mm   | 11,00 mm   | 11 mm                         | 3,6         |
| 1” (u Nikonu CX)          | 12,80 × 9,60 mm  | 16,00 mm   | 16 mm                         | 2,7         |
| 4/3”                      | 18,00 × 13,50 mm | 22,50 mm   | 23 mm                         | 2           |
| (APS-C) 1,8” CANON        | 22,70 × 15,10 mm | 27,3 mm    | 31 mm                         | 1,6         |
| (APS-C) DX                | 23,7 × 15,8 mm   | 28,40 mm   | 33 mm                         | 1,5         |
| 35 mm film („full frame“) | 36 × 24 mm       | 43,30 mm   | 50 mm                         | 1           |
| (4 × 5 cm)                | 49,0 x 36,7 mm   | 61,22 mm   |                               |             |

## Typy objektivů v závislosti na ekvivalentní ohniskovou vzdálenost
- Superširokoúhlý objektiv 14–24 mm
- Širokoúhlý objektiv 24-42 mm
- Normální objektiv 42-50 mm
- Teleobjektiv 50-500 mm

- Dlouhoohniskový objektiv od 500 mm

Ve skutečnosti jsou teleobjektivy a dlouhoohniskové objektivy skoro stejné. Rozdíl je jenom v tom, že teleobjektivy mají jinou konstrukci.